# Difalia
Difalia, duplikacja prącia – rzadkie zaburzenie rozwojowe, w którym samiec przychodzi na świat z dwoma prąciami. Pierwszy odnotowany przypadek opisał Johannes Jacob Wecker w 1609. Zaburzenie to występuje z częstością około 1 na 5,5 miliona urodzeń.
Występowanie difalii wiąże się zazwyczaj z innymi zaburzeniami wrodzonymi, które mogą dotyczyć nerek, kręgów, dystalnego jelita czy też okolicy anorektalnej. Difalia wiąże się też z wyższym ryzykiem rozszczepu kręgosłupa.
Pierwszy odnotowany  przypadek trifalii u człowieka odnotowano w Mosulu u trzymiesięcznego chłopca pochodzenia kurdyjskiego. Dodatkowe prącia nie posiadały cewek moczowych i zostały operacyjnie usunięte. 
U morskiego ślimaka odnotowano także przypadek trifalii (triphallia), czyli obecności aż 3 prąć.